# Betim
Betim is een stad in de Braziliaanse deelstaat Minas Gerais. Bij de volkstelling van 2022 had de stad 409.949 inwoners. Betim is een voorstad van de hoofdstad Belo Horizonte en de op vier na grootste stad van de staat. 

## Aangrenzende gemeenten
De gemeente grenst aan Contagem, Esmeraldas, Ibirité, Igarapé, Juatuba, Mário Campos, São Joaquim de Bicas en Sarzedo.

## Geboren
- Jonathas Cristian de Jesus Maurício (1989), voetballer